# 815 км
815 км (рос. 815 км) — станційне селище у складі Свічинського району Кіровської області, Росія. Входить до складу Свічинського міського поселення.
Населення становить 1 особа (2010, 1 у 2002).
Національний склад станом на 2002 рік — росіяни 100 %.